# Валер'яна волзька
Валер'яна волзька (Valeriana wolgensis, syn. Valeriana tanaitica) — вид квіткових рослин родини жимолостевих (Caprifoliaceae).

## Біоморфологічна характеристика
Це багаторічна рослина 100–110 см заввишки. Стебла поодинокі, грубобороздчато-ребристі, жовтувато-, рідко червонувато-зелені, голі або з ледь помітними волосками (особливо в молодому стані). Стеблові листки щільні, зелені, з 4–5(6) парами великих широких бічних листків. Суцвіття гіллясте, з 3–4 парами гілок. Квітки 4–6 мм завдовжки, білі або лілуваті. Плоди 3–4 мм завдовжки, запушені або майже голі.

## Поширення
Україна, Росія.
В Україні вид росте на суходільних, рідше заливних луках, у чагарниках, на лісових галявинах, по схилах балок — дуже рідкісна рослина у заплаві Сіверського Дінця.